# Матсенайм
Матсенайм (фр. Matzenheim) — коммуна на северо-востоке Франции в регионе Гранд-Эст (бывший Эльзас — Шампань — Арденны — Лотарингия), департамент Нижний Рейн, округ Селеста-Эрстен, кантон Эрстен. До марта 2015 года коммуна административно входила в состав упразднённого кантона Бенфельд (округ Селеста-Эрстен).
Площадь коммуны — 7,14 км², население — 1377 человек (2006) с тенденцией к росту: 1411 человек (2013), плотность населения — 197,6 чел/км².

## Население
Население коммуны в 2011 году составляло 1424 человека, в 2012 году — 1416 человек, а в 2013-м — 1411 человек.
| 1962 | 1968 | 1975 | 1982 | 1990 | 1999 | 2006 | 2008 | 2011 | 2012 | 2013 |
| ---- | ---- | ---- | ---- | ---- | ---- | ---- | ---- | ---- | ---- | ---- |
| 657  | 667  | 665  | 1027 | 1130 | 1133 | 1377 | 1491 | 1424 | 1416 | 1411 |

Динамика населения:

## Экономика
В 2010 году из 997 человек трудоспособного возраста (от 15 до 64 лет) 737 были экономически активными, 260 — неактивными (показатель активности 73,9 %, в 1999 году — 73,4 %). Из 737 активных трудоспособных жителей работали 683 человека (356 мужчин и 327 женщин), 54 числились безработными (29 мужчин и 25 женщин). Среди 260 трудоспособных неактивных граждан 82 были учениками либо студентами, 113 — пенсионерами, а ещё 65 — были неактивны в силу других причин.

## Достопримечательности (фотогалерея)

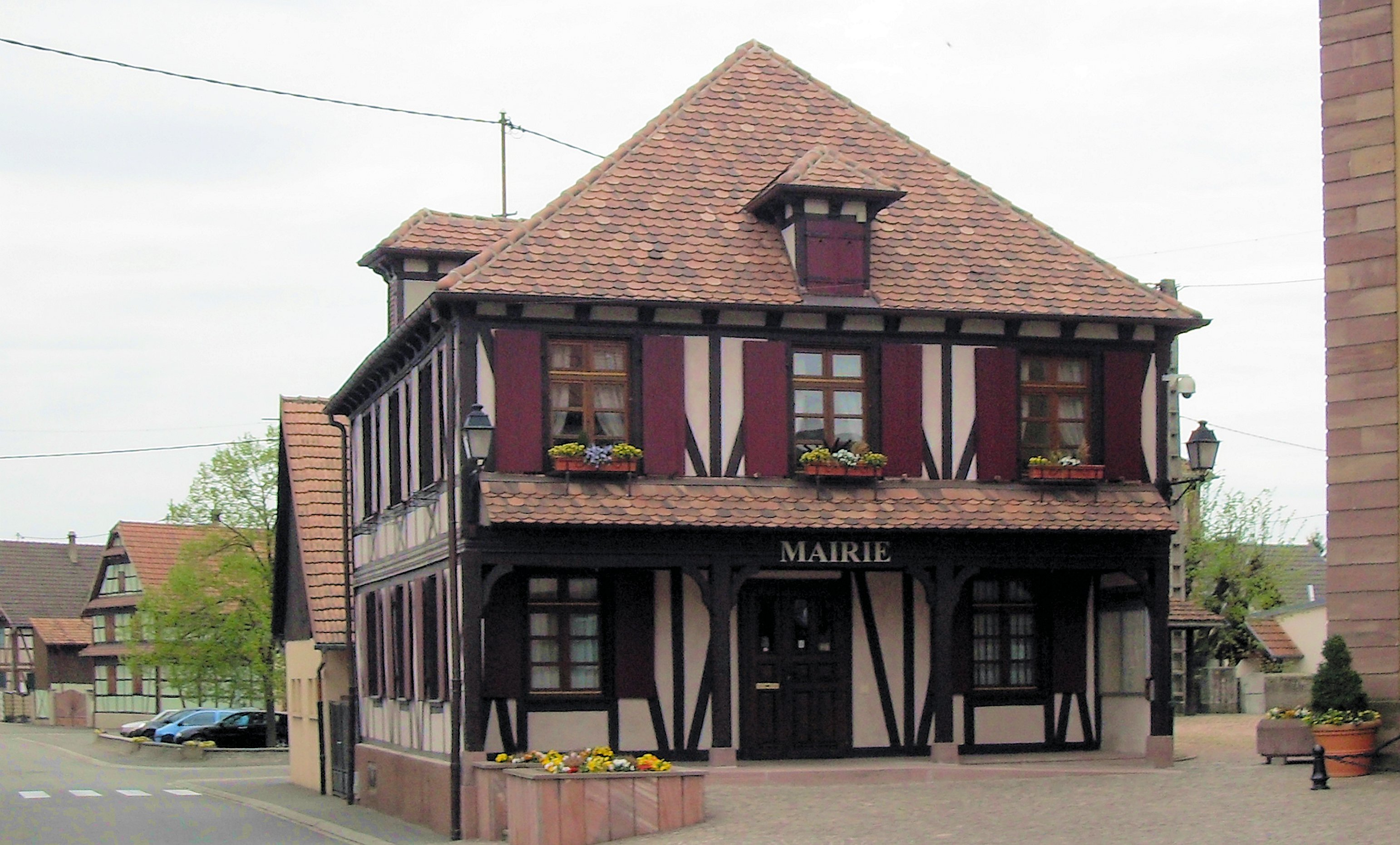
Здание мэрии